# Liriomyza cannabis
Liriomyza cannabis är en tvåvingeart som beskrevs av Friedrich Georg Hendel 1931. Liriomyza cannabis ingår i släktet Liriomyza och familjen minerarflugor. Arten är reproducerande i Sverige. Inga underarter finns listade i Catalogue of Life.